# Eschenbach in der Oberpfalz
Eschenbach in der Oberpfalz, Eschenbach i.d.OPf. – miasto w Niemczech, w kraju związkowym Bawaria, w rejencji Górny Palatynat, w regionie Oberpfalz-Nord, w powiecie Neustadt an der Waldnaab, siedziba wspólnoty administracyjnej Eschenbach in der Oberpfalz. Leży w Jurze Frankońskiej, około 24 km na zachód od Neustadt an der Waldnaab, przy drodze B470.

## Współpraca
Miejscowość partnerska:
- Eschenbach, Szwajcaria

## Zabytki
- gotycki kościół pw. Św. Laurentego (St. Laurentius)
- ratusz
- ruiny murów miejskich